# Afazja globalna
Afazja globalna – typ afazji będący połączeniem afazji Broki i afazji Wernickego. Powstaje w wyniku rozległego uszkodzenia półkuli dominującej w zakresie unaczynienia tętnicy mózgu środkowej. W afazji globalnej występuje w niej niemal całkowite zniesienie wszystkich aspektów języka pisanego i mówionego, wypowiedzi, jak również zrozumienia. U pacjentów z afazją globalną inne umiejętności poznawcze nadal funkcjonują, co potwierdza, że język stanowi odrębną domenę.

Przeczytaj ostrzeżenie dotyczące informacji medycznych i pokrewnych zamieszczonych w Wikipedii.